# 吉田弥三
吉田 弥三（よしだ やぞう）は、戦国時代から安土桃山時代にかけての武将。加治田衆の一人。

## 略歴
美濃国加治田出身。加治田城主・佐藤忠能に仕え、斎藤利治、利堯の家臣として仕えた。
永禄8年（1565年）の堂洞合戦、関・加治田合戦に続けて参戦。
天正10年（1582年）の加治田・兼山合戦には、家老長沼三徳の元、友軍の足軽大将として守備した。

## 子孫
吉田氏の子孫は加治田片町地域と富加町大山のみにてある。加治田片町吉田氏として加治田刀剣の吉田研兼久(刀匠)がいる 